# 鄉村路
《鄉村路》（日语：カントリー・ロード）為日本女性聲優本名陽子在1995年發表的個人生涯第一張音樂單曲作品，為同年吉卜力工作室動畫《心之谷》的片尾曲。

## 歌曲內容
此為基於由美國鄉村民謠歌手約翰·丹佛在1971年發表的單曲《Take Me Home Country Roads》所改寫歌詞的翻唱歌曲，並由在動畫中為女主角「月島雫」配音的本名陽子擔任演唱。
歌詞內容主要由該動畫製作人鈴木敏夫的女兒鈴木麻實子改寫，而製作成員之一的宮崎駿亦協助歌詞方面補充。另原先麻實子寫的一句歌詞「孑然一身、不帶著任何雲彩朝向城鎮邁進」，之後被宮崎駿提議改成「別害怕孤單、勇敢地生存，夢想著」，雖然當時此片導演近藤喜文是支持麻實子所寫的方案內容。
本名陽子在歌曲發表十數年後的2007年、與音樂家DE DE MOUSE合作將《鄉村路》重新演唱，並收錄在同年發行的重新詮釋吉卜力動畫系列歌專輯中。

## 收錄歌曲
1.鄉村路
作詞：鈴木麻實子／補充作詞：宮崎駿／作曲：約翰·丹佛、Taffy Nivert、Bill Danoff／編曲：野見祐二
2.半開的窗戶
作詞：宮崎駿／作曲、編曲：野見祐二
3.鄉村路
※演奏版

## 收錄專輯
- 心之谷印象專輯：1995年2月5日發行。
- 心之谷原聲帶：1995年7月11日發行。
- friends～朋友～：本名陽子個人首張專輯、1996年7月22日發行。
- 吉卜力工作室歌集：2008年11月26日發行。

## 翻唱者
- 島本須美：收錄2009年8月26日專輯
- 井上杏美：收錄2010年5月12日專輯
- Imaginary Flying Machines：收錄2011年4月13日專輯《Princess Ghibli》、死亡金屬音樂版本翻唱。

## 引用
- 在《心之谷》的近藤喜文於1998年逝世後，《鄉村路》成為他喪禮中的送行曲。[5]
- 作為《心之谷》背景舞台之一的聖蹟櫻丘車站，在2012年4月8日採用了《鄉村路》的部份旋律作為發車音樂。[6]